# Club Deportivo Alcoyano
Club Deportivo Alcoyano é um clube de futebol de Alcoi, Espanha. Fundado em 1929, disputa a Segunda División B. Seu estádio é o El Collao com capacidade de 8000 lugares. O clube também é conhecida por Alcoià, seu nome em Valência.

## Dados
- Temporadas na 1ª: 4
- Temporadas na 2ª: 11
- Temporadas na 2ªB: 17
- Temporadas na 3ª: 30
- Maior goleada no nacional: Alcoyano 7 - 1 Manacor
- Maior goleada sofrida no nacional: Alicante 6 - 0 Alcoyano
- Melhor posição na liga: 10º (Primera Divisão Espanhola temporada 1947/1948)

## Títulos
- Segunda Divisão Espanhola: 3

(1944/45, 1946/47 e 1949/50)
- Terceira Divisão Espanhola: 5

(1954/55, 1956/57, 1966/67, 1981/82 e 1996/97)